# TANK (marque)
Pour les articles homonymes, voir Tank.
TANK (Parfois écrit Tank) est une marque automobile détenue par le constructeur automobile chinois Great Wall Motors spécialisé dans les SUV.

## Histoire
Après la mise en vente du modèle Tank 300 sous la marque Wey en décembre 2020, Great Wall Motors a annoncé en mars 2021 qu'il commercialiserait à l'avenir des véhicules tout-terrain sous la marque TANK. Le 300 a été le premier modèle de la marque. Dans le cadre d'Auto Shanghai en 2021, deux autres véhicules tout-terrain ont été présentés avec le TANK 700 et le TANK 800,. Les TANK 400, Tank 500 et TANK 600 ont été présentés en avant-première en août 2021,.

## Modèles

### Actuels
- Tank 300
- Tank 400
- Tank 500[5]

### Futur
- Tank 600[4]
- Tank 700[2]
- Tank 800[3]

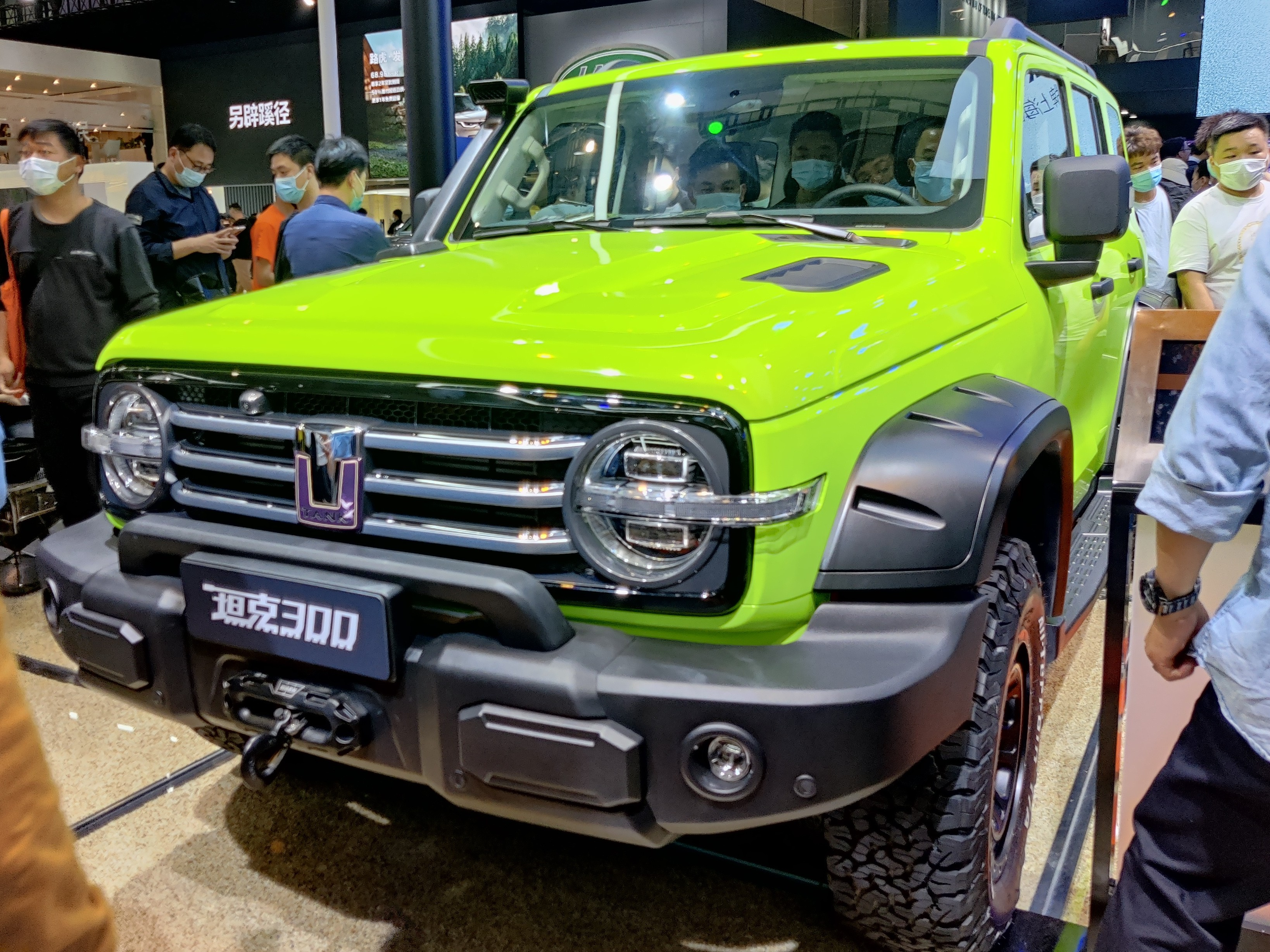
Tank 300.
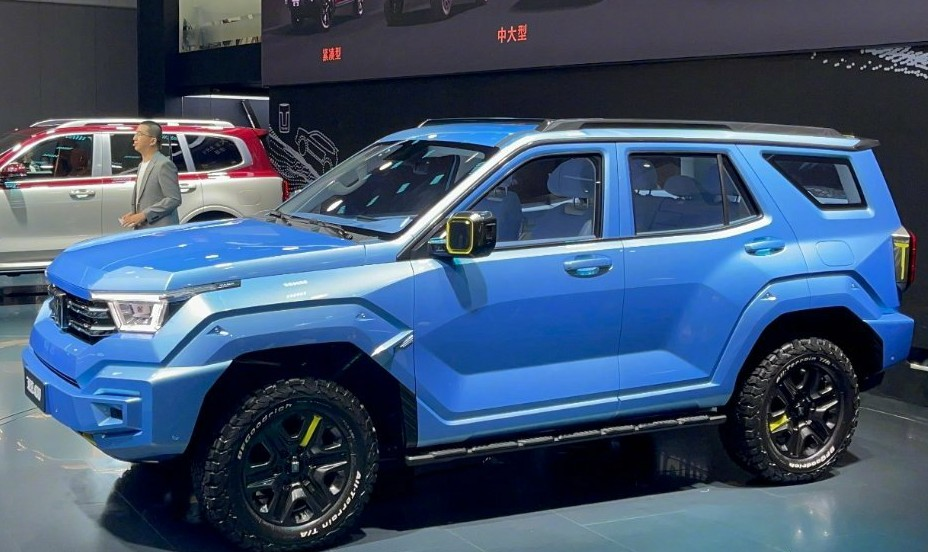
Tank 400.
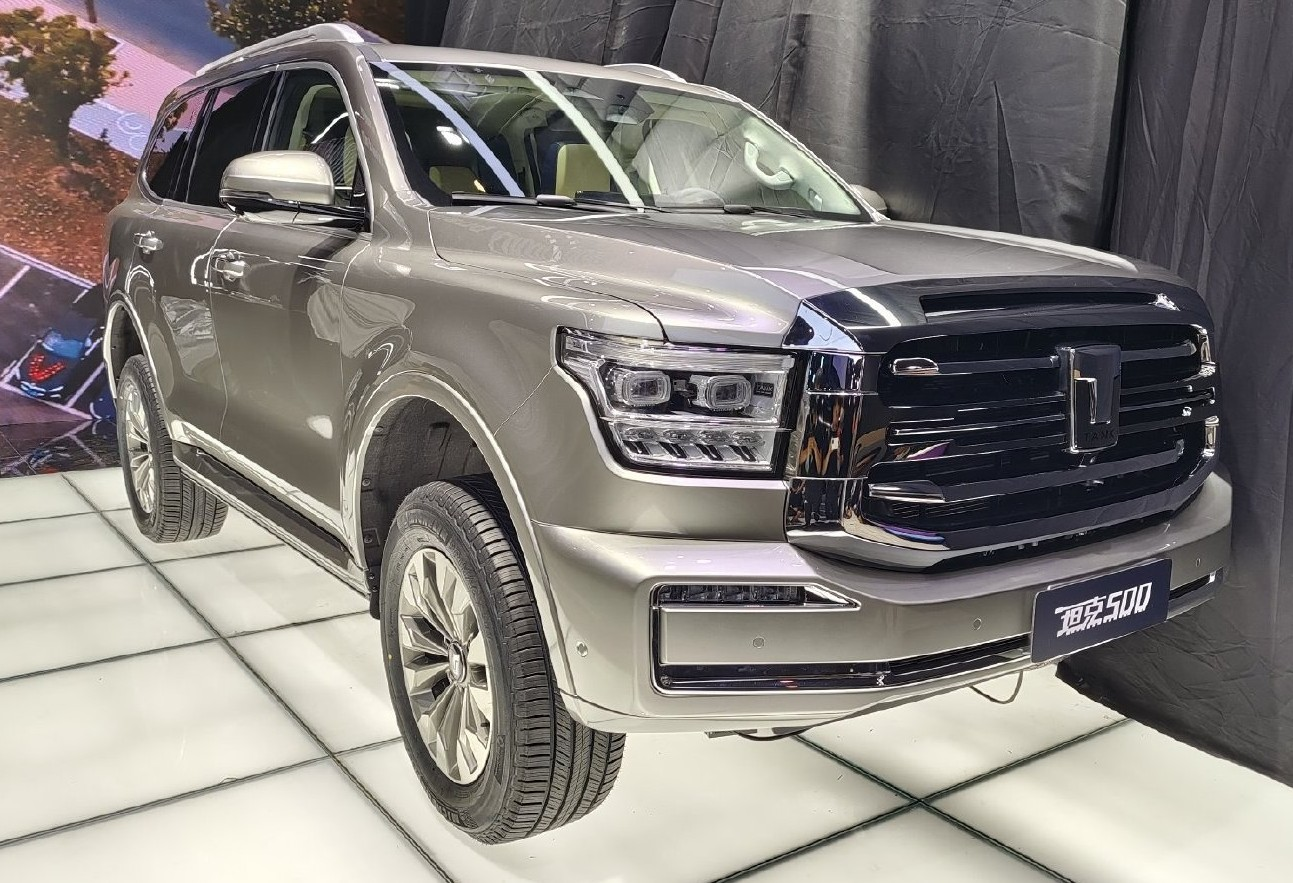
Tank 500.
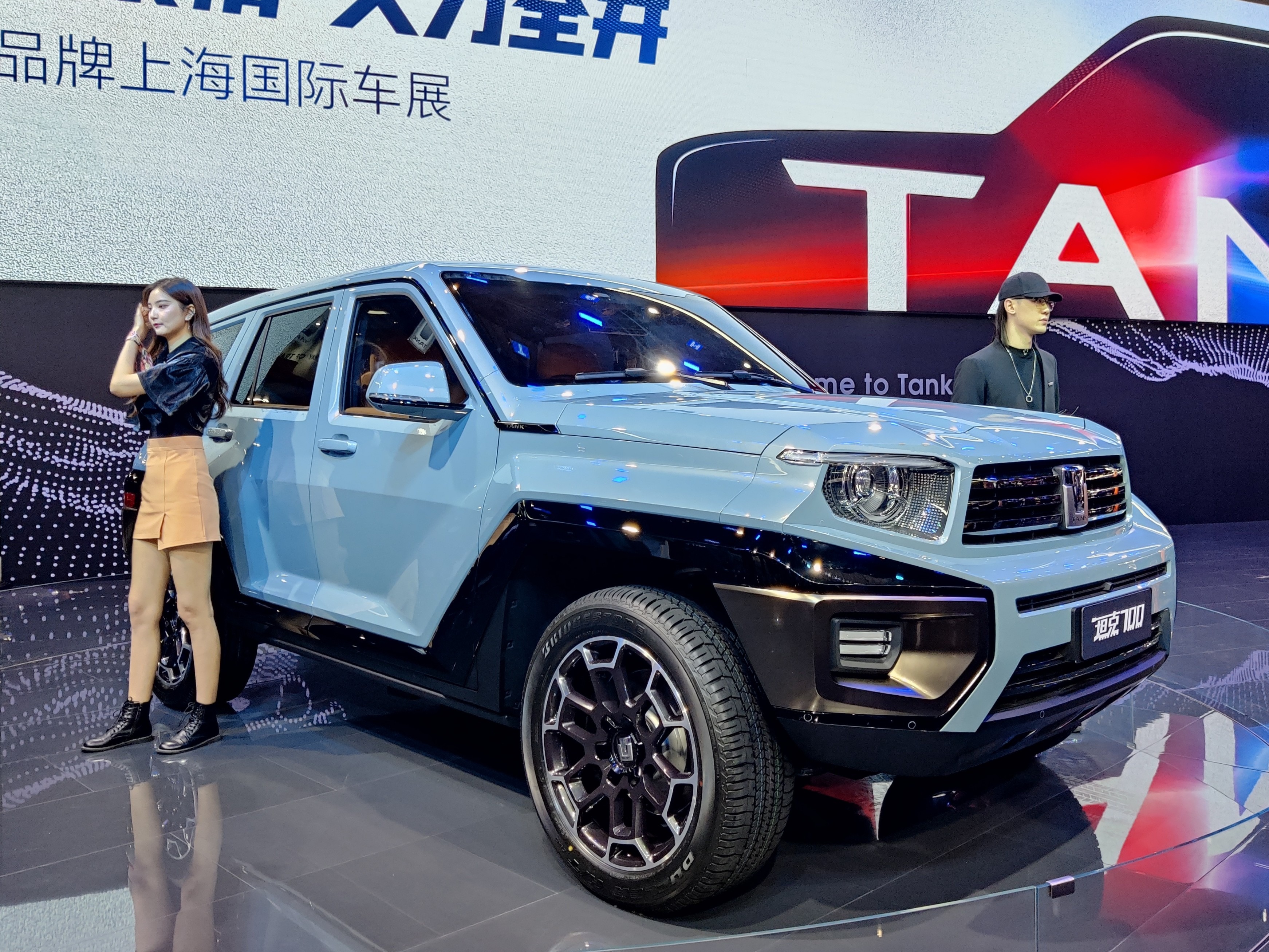
Tank 700.
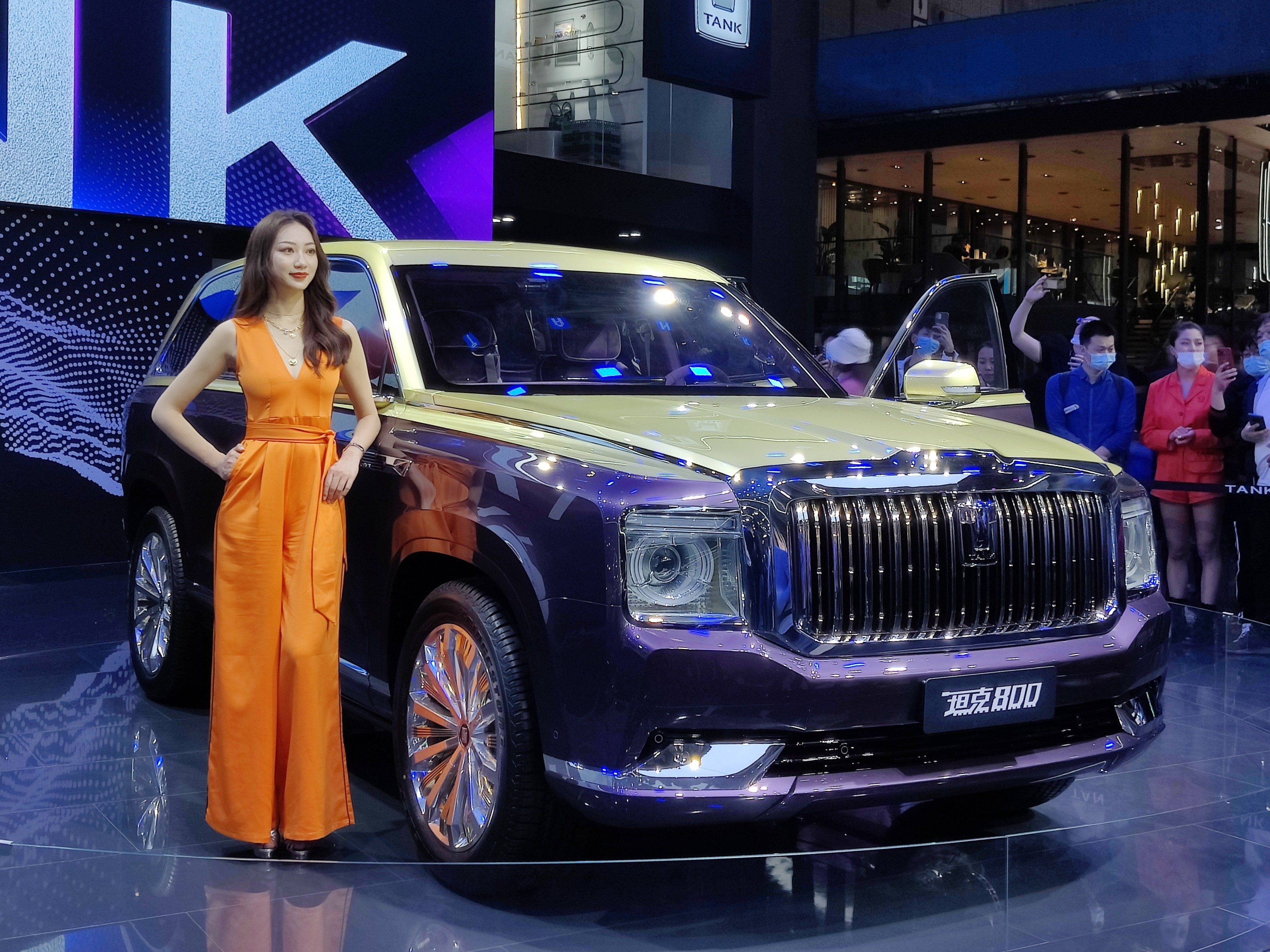
Tank 800.